# Eukonkanto
Un campionat d'Eukonkanto (Bona sort en finès) o carregar l'esposa és un concurs en el qual els competidors masculins corren cadascun d'ells carregant a l'espatlla una parella femenina. L'objectiu és que l'home corri amb la dona a l'espatlla per una pista especial d'obstacles el més ràpid possible. L'esport es va introduir per primera vegada a Sonkajärvi, Finlàndia.
Es pot practicar amb diversos estils: ja sigui amb el clàssic a collibè, amb el mode bomber (a l'espatlla), o amb el mode estonià (dona cap per avall d'esquena amb les cames sobre el coll i les espatlles).

## Història
L'Eukonkanto es va originar a Finlàndia. S'ha transmès la faula d'un home anomenat Herkko Rosvo-Ronkainen (també conegut com Ronkainen el lladre). Es pensava que aquest home era un lladre a finals del 1800 que vivia en un bosc. Suposadament, va córrer amb la seva banda de lladres fent mal als vilatans. Del que s'ha trobat, hi ha tres idees sobre el perquè es va inventar aquest esport. En primer lloc, que Rosvo-Ronkainen i els seus lladres van ser acusats de robar menjar i segrestar dones dels pobles de la zona on vivien, per després portar-les a l'esquena mentre fugien (d'aquí lo de "esposa" o dona). El segon suggeriment és que els homes joves anessin als pobles veïns i segrestessin dones per casar-se a la força, sovint dones que ja estaven casades. Aquestes esposes també eren portades a l'esquena dels mossos; això es coneixia com "la pràctica del robatori de la dona". Finalment, la tercera idea que Rosvo-Ronkainen va entrenar els seus lladres perquè fossin "més ràpids i forts" portant sacs grans i pesats a l'esquena, a partir d'això va evolucionar aquest esport. Tot i que l'esport es considera sovint una broma, els competidors s'ho prenen molt seriosament, com qualsevol altre esport.
S'han dut a terme concursos d'Eukonkanto a Austràlia, als Estats Units, Hong Kong, l'Índia, Alemanya, al Regne Unit i altres parts del món, a part de Finlàndia, Suècia, Estònia i Letònia, i l'esport té una categoria al Llibre Guinness dels Rècords..

## Normes

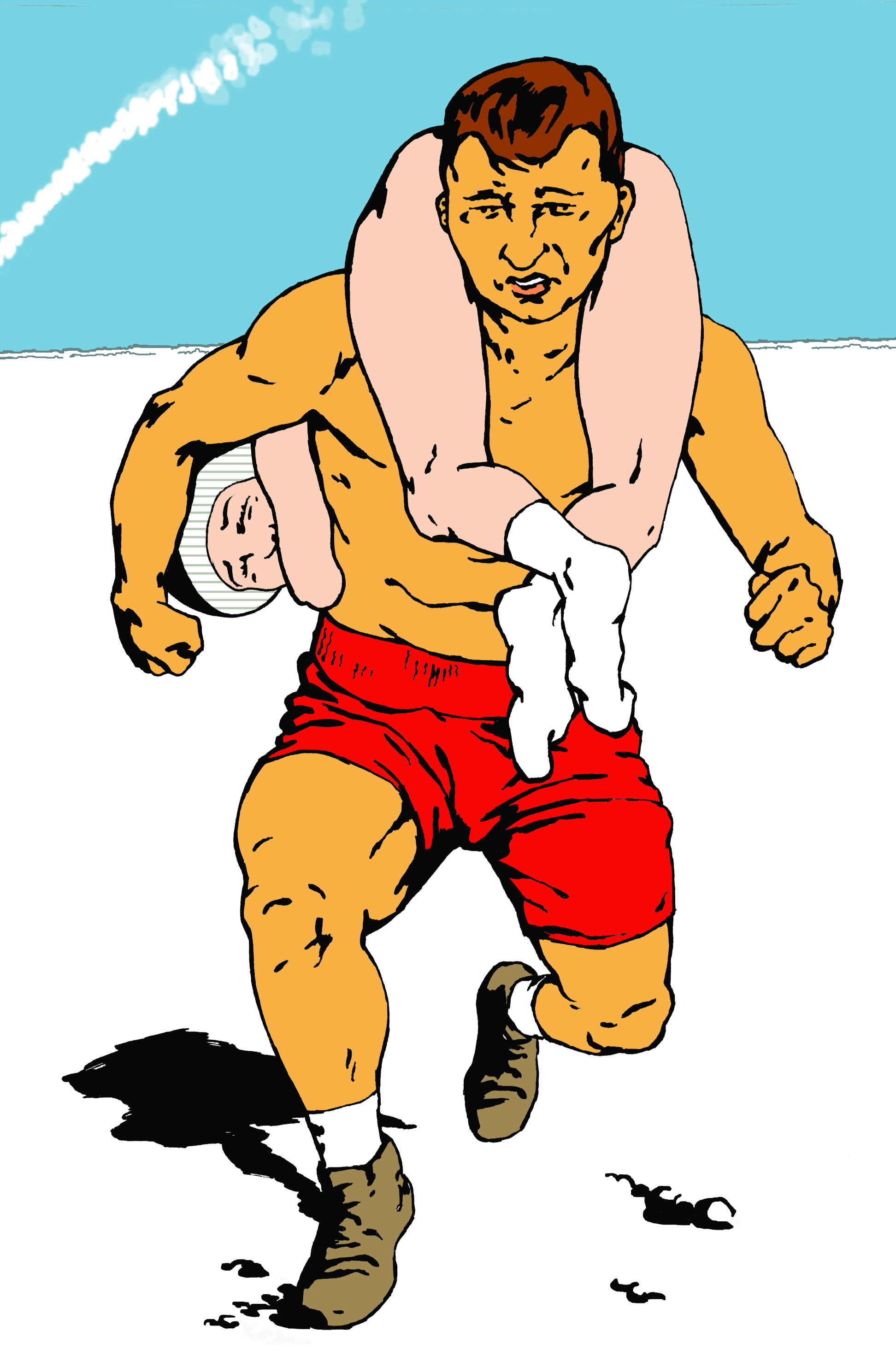
Estil estonià.

La pista original era un terreny aspre i rocós amb tanques i rierols, però s'ha modificat per adaptar-lo a les condicions modernes. Ara hi ha sorra en lloc de roques, tanques i alguna zona plena d'aigua (una piscina). Aquestes són les regles següents establertes pel Comitè de la competició internacional d'Eukonkanto:
- La longitud de la pista oficial és de 253,5 metres.
- La pista té dos obstacles secs i un obstacle d'aigua d'un metre de profunditat.
- La dona que cal portar pot ser la pròpia, o no; però, ha de tenir més de 17 anys.
- El pes mínim de la dona a portar és de 49 quilos. Si pesa menys de 49 kg, es carregarà amb una motxilla que contingui pes addicional per portar la càrrega total a transportar fins a 49 kg.
- Tots els participants s'ho han de passar bé.
- L'únic equipament permès és un cinturó que porta el portador i un casc que porta el portador.
- Els concursants corren la cursa dues parelles alhora, de manera que cada sèrie és una competició en si mateixa.
- Cada concursant té cura de la seva seguretat i, si es considera necessari, d'una assegurança.
- Els concursants han de parar atenció a les instruccions donades pels organitzadors del concurs.
- Al Campionat del Món només hi ha una categoria, i la guanyadora és la parella que completa el recorregut en el menor temps possible.
- A part d'això, rebran un premi especial, la parella més simpàtica al públic, la millor disfressa i el portador més fort.

Tot i que les regles internacionals són la base de totes les competicions, les regles i els premis varien per a cada competició.
Els Campionats del Món d'Eukonkanto se celebren anualment a Sonkajärvi, Finlàndia, des de 1992 (on el premi és el pes de la dona en cervesa).

## Campions del món
- 2022 – Taisto Miettinen (Finlàndia) i Katja Kovanen (Finlàndia), 67,4 segons.
- 2021 - Esdeveniment no celebrat[8]
- 2020 - Esdeveniment no celebrat
- 2019 - Vytautas Kirkliauskas (Lituània) i Neringa Kirkliauskiene (Lituània), 66,7 segons.
- 2018 - Vytautas Kirkliauskas (Lituània) i Neringa Kirkliauskiene (Lituània), 65,1 segons.
- 2017 – Taisto Miettinen (Finlàndia) i Kristiina Haapanen (Finlàndia), 68,6 segons.
- 2016 – Dmitry Sagal (Rússia) i Anastasia Loginova (Rússia), 62,7 segons.
- 2015 – Ville Parviainen (Finlàndia) i Sari Viljanen (Finlàndia), 62,7 segons.
- 2014 – Ville Parviainen (Finlàndia) i Janette Oksman (Finlàndia), 63,7 segons.
- 2013 – Taisto Miettinen (Finlàndia) i Kristiina Haapanen (Finlàndia), 65,0 segons.[9]
- 2012 – Taisto Miettinen (Finlàndia) i Kristiina Haapanen (Finlàndia), 61,2 segons.
- 2011 – Taisto Miettinen (Finlàndia) i Kristiina Haapanen (Finlàndia), 60,7 segons.[10]
- 2010 – Taisto Miettinen (Finlàndia) i Kristiina Haapanen (Finlàndia), 64,9 segons.
- 2009 – Taisto Miettinen (Finlàndia) i Kristiina Haapanen (Finlàndia), 62,0 segons.
- 2008 – Alar Voogla (Estònia) i Kirsti Viltrop (Estònia), 61,9 segons.[11]
- 2007 – Madis Uusorg (Estònia) i Inga Klauso (Estònia), 61,7 segons.[12]
- 2006 – Margo Uusorg (Estònia) i Sandra Kullas (Estònia), 56,9 segons.[13]
- 2005 – Margo Uusorg (Estònia) i Egle Soll (Estònia), 59,1 segons.[14]
- 2004 – Madis Uusorg (Estònia) i Inga Klauso (Estònia), 65,3 segons.[15]
- 2003 – Margo Uusorg (Estònia) i Egle Soll (Estònia), 60,7 segons.[16]
- 2002 – Meelis Tammre (Estònia) i Anne Zillberberg (Estònia), 63,8 segons.
- 2001 – Margo Uusorg (Estònia) i Birgit Ulrich (Estònia), 55,6 segons.
- 2000 – Margo Uusorg (Estònia) i Birgit Ulrich (Estònia),[17] 55,5 segons.
- 1999 – Imre Ambos (Estònia) i Annela Ojaste (Estònia), 64,5 segons.
- 1998 – Imre Ambos (Estònia) i Annela Ojaste (Estònia), 69,2 segons.[18]
- 1997 – Jouni Jussila (Finlàndia) i Tiina Jussila (Finlàndia), 65,0 segons.[19]

## En la cultura popular
- Els campions nord-americans Ehrin i April Armstrong van ser presentats com a convidats en un episodi de la primera temporada del revival de GSN de I've Got a Secret .
- Els presentadors de la BBC Mike Bushell i Steph McGovern van invertir els papers quan van participar en la competició anual de dones del Regne Unit el 2013, ella el va portar a ell, va ser una primícia[20]
- Margo Uusorg i Sandra Kullas tenen el rècord mundial d'aquesta competició, van acabar el recorregut de 253,5 metres en 56,9 segons el 2006.[21]
- Els personatges principals de la pel·lícula Father_of_the_Year del 2018 participen (i guanyen) un concurs d'Eukonkanto